# Beck Houses
Beck Houses – wieś w Anglii, w Kumbrii. Leży 64 km na południe od miasta Carlisle i 358 km na północny zachód od Londynu.